# Mezinárodní právo
Mezinárodní právo je souborem právních norem, které upravují právní vztahy mezi jednotlivými státy a také vztahy mezi státy a mezinárodními organizacemi. Cílem mezinárodního práva je zajistit mírovou existenci a plynulý vývoj mezinárodního společenství. Mezinárodní právo je možné chápat jako soubor právních norem stanovících způsoby chování, které jsou nezbytné ke spořádanému soužití lidí na této planetě a které nejsou upraveny ve vnitrostátním právu jednotlivých suverénních zemí. Samotná definice již zdůrazňuje těsný vztah mezinárodního práva a mezinárodního společenství, ve kterém a skrze které je toto právo uplatňováno a vykonáváno.
Mezinárodní právo bývá často také označováno jako mezinárodní právo veřejné, aby se tak odlišilo od mezinárodního práva soukromého, jež je subsystémem práva vnitrostátního, kterým stát upravuje soukromoprávní vztahy s mezinárodním prvkem. Název „mezinárodní právo“ pochází z latinského ius gentium (právo národů), které tvořilo součást právního instrumentária antického Říma. Ius gentium bylo ovšem vším jiným než dnešním mezinárodním právem. Jeho normy tvořila jednostranně vůle římského impéria.
Formálními prameny mezinárodního práva jsou mezinárodní smlouvy, mezinárodní obyčeje, obecné právní zásady, soudní praxe a doktrína.

## Oblasti uplatňování mezinárodního práva
Důležitou oblastí, kterou mezinárodní právo typicky upravuje je vymezení území a hranic státu (zvláště u států nově vznikajících). Charakteristiky státního území mohou být velmi různorodé, jelikož státy mají odlišné velikosti a formy. Státní území je trojrozměrný prostor a mezi jednotlivými částmi státního území jsou značné právní rozdíly. Pevninské území je centrální částí státního území, pobřežní moře a vzdušný prostor nad nimi mají akcesorní (vedlejší) charakter. V některých případech přímo z mezinárodního práva vyplývá, že stát vykonává územní výsost či jednotlivá práva, která z ní plynou, i tam, kde jinak územní suverenitu nemá, např. na lodích na volném moři a v letadlech ve vzdušném prostoru nad ním.
Prostory další kategorie, které jsou spravovány dle mezinárodního práva, jsou nazývány mezinárodní prostory. Jednotlivé státy si tyto prostory nesmí přivlastňovat, platí zde zásada společného dědictví lidstva, jejímž hlavním znakem je spravedlivé rozdělení prospěchu získaného z přírodních zdrojů mezinárodního prostoru.
Zvláštním odvětvím mezinárodního práva je mořské právo, které obsahuje zásady, instituty a normy upravující užívání moří, vzdušného prostoru nad nimi, mořského dna a jeho podzemí.
K novým odvětvím mezinárodního práva patří mezinárodní právo životního prostředí, které vzniklo v souvislosti s tím, jak se výrazně zhoršovalo životní prostředí v druhé polovině 20. století. Ochrana životního prostředí má dnes již internacionální charakter a tomu odpovídá nutnost uzavírat nejen jednostranné, ale i mnohostranné smlouvy.
Mezinárodní odpovědnost se postupně uplatňovala v mezinárodních vztazích od začátku 19. století. Touto odpovědností je míněna povinnost státu nést právní následky za porušení mezinárodního práva. Ve snaze předcházet mezinárodním rozporům mohou státy upozornit potenciálního porušitele mezinárodního práva na nutnost řešit vzniklý spor. Formy varování bývají různé, od nejčastěji užívané protestní nóty přes retorzi (odvetu, jež způsobuje faktickou újmu státu, který se dopustil protiprávního aktu) až po použití vojenské síly.

## Poměr mezinárodního a vnitrostátního práva
Vztah mezinárodního a vnitrostátního práva lze pojmout jako soužití dvou právních systémů, které spolu mohou buď koexistovat či se doplňovat, nebo být spolu vzájemně neslučitelné. Logicky vzato vnitrostátní právo by mělo respektovat nadřazenost práva mezinárodního, která je daná Vídeňskou úmluvou o smluvním právu, Mezinárodní právo však nestanoví žádné pravidlo o tom, jak má být přenesen obsah jeho norem do práva vnitrostátního. Spokojuje se s požadavkem, aby stát a osoby za něž nese odpovědnost, plnily závazky mezinárodního práva.
Jelikož se mezi těmito dvěma právními řády vytváří specifický vztah, je třeba stanovit, jaká pravidla platí a jak lze určit, které pravidlo převládá v případě konfliktu mezi nimi. Teoretici, kteří se touto otázkou zabývali, rozvinuli dva základní pohledy, které jsou aktuální doposud: dualistický a monistický. Nejstarší je teorie monistická s primátem vnitrostátního práva, později, zhruba v polovině 20. století, zformovala rakouská normativní škola monismus s primátem práva mezinárodního. Dualistická škola, typická pro zastánce právního pozitivizmu, se nejvíce rozšířila na konci 19. a v první polovině 20. století. Většina pozitivistů nahlíží na mezinárodní právo a na právo vnitrostátní jako na dva různé právní systémy, mezi kterými se nachází svrchovaný stát, jež si určuje své mezinárodněprávní vztahy ve styku s jinými státy a svůj řád vnitrostátního práva na svém území. Normy mezinárodního práva mají účinnost ve vnitrostátním právu, pouze pokud tak stát sám určí. Jiný je pohled monistů, kteří přistupují k otázce vztahu mezi mezinárodním a vnitrostátním právem na základě jednoho přirozeného práva jako základu práva obecně, například pojetí lidských práv. Právo vystavěné na tomto základu, je ucelený systém. Mezinárodní právo a právo státu jsou tak součásti téhož systému. Jelikož se jedná o stejný systém, musí obsahovat i odpověď na otázku, která norma převládá v případě konfliktu mezi normami mezinárodního a vnitrostátního práva. Odpověď současných monistů je, že v případě konfliktu převládá norma mezinárodního práva. Otázkou monistického pojetí však zůstává, nakolik primát mezinárodního práva odpovídá realitě. Tento problém se dá vyřešit pojetím, že mezinárodní a vnitrostátní právo v zásadě upravují dva různé druhy vztahů a že tedy každé z těchto práv působí ve své oblasti. Otázkou je, zda v případě vzájemného působení, např. když stát svými vnitrostátními právními úkony porušuje své mezinárodní závazky v oblasti lidských práv, budou vzniklé mezinárodněprávní problémy řešitelné na úrovni mezinárodního práva. Tento pohled se stále více těší pozornosti a označuje se jako teorie koordinace.

## Recepce mezinárodního práva
Mezinárodní právo veřejné může být (pro účinnost na území státu nepostradatelná podmínka) recipováno (převzato) do práva vnitrostátního několika způsoby:
- Transformace – zachování doslovného znění mezinárodní smlouvy a její vyhlášení v některé formě vnitrostátního práva (např. zákon)
- Adaptace – obsahově přibližný (nikoli doslovný) přenos mezinárodněprávních závazků a oprávnění do forem vnitrostátního práva
- Inkorporace – vtažení normy mezinárodního práva do vnitrostátní právní sféry, aniž by ztrácela formu mezinárodního práva (Článek 10 v České ústavě.)
- Adopce – osvojení nebo použití pravidla mezinárodního práva vnitrostátním soudem v jeho rozhodovací činnosti (v anglosaském systému, neplatí však výlučně, jsou známy případy i v ostatních právních systémech.)

## Specifika mezinárodního práva
Mezinárodní právo se liší od práva vnitrostátního. Právo jako takové je spjato s nadřazeností normotvorné vůle (zákonodárce) a podřízeností subjektů, což je však mezi subjekty (suverénními státy) mezinárodního práva velmi sporné. Charakter mezinárodního práva určuje prostředí mezinárodního společenství, v němž se prosazuje. Toto společenství je především společenstvím států a ve vztazích svrchované rovnosti mezi nimi, právo vnitrostátního typu prostě působit nemůže. Všechny základní instituty mezinárodního práva se proto nutně rozvíjely jinak než v systémech práva vnitrostátního. Základní vlastností mezinárodního práva je jeho souřadnost zprostředkovaná uplatňováním zásady svrchované rovnosti. Existence mezinárodního práva nepředpokládá nadřazenou, centralizovanou zákonodárnou, výkonnou a soudní moc. Státy, coby subjekty, v něm hrají dvoujedinnou, jakkoli na první pohled neslučitelnou roli. Jsou současně normotvůrci mezinárodního práva i jeho adresáty. (Valné shromáždění OSN zdánlivě někdy vystupuje jako celosvětový normotvůrce, při bližším posouzení však takovéto tvrzení neobstojí. Akty Valného shromáždění jsou jednak pro státy toliko právně nezávaznými doporučeními, a také jsou tyto akty z velké části určeny k regulaci vnitřních poměrů OSN a představují jen jakési „vnitřní" právo mezinárodní organizace.) Z povahy mezinárodního práva se odvíjí decentralizovaný výkon donucovacích pravomocí samotnými státy - subjekty mezinárodního práva. Donucování v režii jednotlivých států, jejichž reálná síla i mocenský vliv se výrazně liší, není optimální k zajištění efektivity mezinárodního práva. Na druhé straně je to státní moc, která je i v dnešní době nejúčinnějším garantem dodržování mezinárodního práva.
Mezinárodní právo stále ještě hledá svou stabilizovanou podobu, jak materiálně, tak formálně. Nedosahuje preciznosti a detailnosti vyspělého práva vnitrostátního. Mezinárodní právo je doposud právem částečně nepsaným. Historické okolnosti vedly k tomu, že tomuto právu v minulosti vládl mezinárodní obyčej, jež je pojmově méně jistý a ne tak určitý jako právo psané. I přes neustále vzrůstající počet psaných pravidel nadále zůstává mnoho norem obyčejových, nepsaných. Obyčejová normotvorba si tak zachovává svou významnou roli, protože rychleji reaguje na vývoj společensko-politických okolností, jež mají stálý vliv na rozvoj mezinárodního práva.

## Subjekty mezinárodního práva
Jednu z hlavních změn, jež jsou charakteristické pro soudobé proměny mezinárodního práva, představuje stále větší diverzifikace jeho subjektů. Dnešní mezinárodní společenství je mnohem pestřejší a tím i složitější, než tomu bývalo v dobách, kdy byl jediným subjektem mezinárodního práva stát.

### Stát
Stát se stává subjektem současného mezinárodního práva již tím, že svou státnost diplomaticky a mocensky prosadí a udrží ji. Stát se stává členem mezinárodního společenství a jeho právních řádů pouhým faktem své existence, nikoliv aktem uznání ze strany ostatních států. Jsou to především státy, a to státy suverénní, jež jsou adresáty norem mezinárodního práva.

### Povstalci a národněosvobozovací hnutí
Národ není subjektem mezinárodního práva, jestliže se na něj hledí jako na skupinu jednotlivců vykazující společné znaky (jazyk, kulturu, území aj.). Pokud se však organizovanost národa projevuje výkonem veřejné moci vůči obyvatelstvu na určitém území, jedná se o nově se utvářející územně politickou jednotku. Tento rodící se stát již má způsobilost k právům a povinnostem, neboť jeho orgány lze pokládat za orgány povstaleckého hnutí. Povstání je vždy jevem přechodným, jeho existence není cílem, nýbrž prostředkem k převzetí moci na povstaleckém území. Povstalecké hnutí může být označeno jako dočasný subjekt mezinárodního práva - tzv. kvazistát.

### Zvláštní politické útvary
Mezinárodní společenství tvoří, kromě trvalých subjektů, i útvary jejichž subjektivita a způsobnost k právům je omezena a často i odvozena, například i proto, že vznikají z vůle států nebo ze specifických příčin (např. pomoc v charitativní oblasti). Některé útvary tohoto typu se zachovaly, jiné ztratily svůj význam a jiné opět vznikají. Jedná se například o Svatý stolec, Mezinárodní výbor Červeného kříže či Svrchovaný řád maltézských rytířů.

### Města (územní celky) s mezinárodním statusem
Důležitost těchto měst je dána jejich strategickou polohou či náboženskou výjimečností, někdy se jednalo o vyřešení územního problému mezi proti sobě stojícími státy. Tyto územní celky byly často neutralizovány a nacházely se pod mezinárodní kontrolou. Lze uvést historické příklady: Západní Berlín, Terst, Klajpeda, Jeruzalém.

### Mezinárodní organizace
K subjektům mezinárodního práva lze počítat mezinárodní organizace mezivládní či mezistátní. Jsou to sdružení států, která na základě mezinárodní smlouvy trvale vykonávají určité úkoly pro členské státy, a to vlastním jménem a vlastními orgány. Mezinárodní organizace mezivládní mají práva a povinnosti vyplývající z obsahu mezinárodního práva. Počet mezinárodních organizací se v současnosti odhaduje zhruba na jeden tisíc. Odpovědností mezinárodních organizací se na svých každoročních zasedáních zabývá Komise Organizace spojených národů pro mezinárodní právo.

### Jednotlivci
O postavení jednotlivců z hlediska mezinárodního práva přetrvávají nejednotné doktrinální názory. Dle restriktivního výkladu, nemají jednotlivci normotvornou způsobilost, nemohou tudíž být subjekty mezinárodního práva. V současnosti se však v nauce mezinárodního práva šíří pojetí, že z mezinárodního práva mohou vyplývat práva a závazky přímo pro jednotlivce.

## Vývoj mezinárodního práva
Mezinárodní právo se začalo vyvíjet již v období starověku. Do podoby, v jaké je známo dnes v Evropě, se mezinárodní právo začalo formovat od doby, kdy Evropa byla uspořádána jako systém svrchovaných států. Tento vývoj byl velmi intenzivní po nastolení Vetsfálského míru, po uzavření smluv v Münsteru a Osnabrücku roku 1648.
Další rozvoj mezinárodního práva předpokládal souběžnou existenci více nezávislých politických územních celků, dostatečně četné a intenzivní vzájemné styky těchto celků i překonání politiky egocentrismu a izolacionalismu, jež po dlouhá staletí provázela koexistenci mocenských útvarů. Tradiční mezinárodní právo mělo zajistit koexistenci států v mezinárodním společenství podporou jejich vzájemných vztahů. Jelikož bylo povoláno upravovat vztahy mezi subjekty, které disponovaly svrchovanou, tj. „nejvyšší“ mocí, muselo především vzájemně ohraničit (definovat) výkon moci jednotlivých států, a tím mezi nimi minimalizovat konflikty. Moc státu se v tomto pojetí uskutečňovala uvnitř pomyslných mantinelů. Každý stát měl vyhrazen prostor, do něhož jiný stát neměl zásadně přístup (zákaz vměšování do vnitřních záležitostí). Mezinárodní právo prokazovalo svou společenskou potřebnost a užitečnost zejména tím, že jeho normy omezovaly svrchovanost států na recipročním základě, což je výhodné pro obě strany vztahů (např. zákaz používat v ozbrojeném konfliktu některé druhy zbraní). Tradičně uplatňované „právo koexistence“ přešlo postupně do vyššího stádia „práva spolupráce“. Jeho základní funkcí se stala ochrana a uspokojování společných cílů a zájmů, jejichž okruh ovšem není snadné přesně určit. Pokrok v mezinárodním právu lze spatřovat v rozšiřování okruhu společných zájmů a cílů, které mezinárodní právo chrání. Pokrokovým je např. zřetelný vývoj posledních let k ochraně demokracie a politického pluralismu. Dalším aspektem pokroku, jenž je nedílně spjat s předchozím, je zvyšování efektivity norem souvisejících s ochranou lidských práv.
Současný vývoj mezinárodního práva nepostrádá dynamiku. Upravuje nové oblasti mezinárodních vztahů (ekologie, odzbrojení aj.) v nových prostředích (kosmický prostor, dno oceánu, nebeská tělesa aj.). Vniká do sféry dříve vyhrazené výlučně vnitrostátnímu právu (např. úpravou vztahů mezi státem a občany). Postupně přejímá některé rysy vyspělého vnitrostátního práva a vtahuje do svého systému nové subjekty, zvláště pak jednotlivce.

## Zvláštní část
Mezinárodní právo v sobě zahrnuje celou řadu dílčích oblastí, mezi které patří:
- Azylové právo
- Haagské právo
- Kosmické právo
- Mezinárodní ekonomické právo
- Mezinárodní humanitární právo
- Mezinárodní organizace
- Mezinárodní právo soukromé
- Mezinárodní trestní právo
- Mořské právo
- Právo životního prostředí
- Ženevské právo